# Seven Sudamericano Masculino 2007
El Seven Sudamericano Masculino del 2007 fue el segundo organizado por la Confederación Sudamericana de Rugby y por primera vez se disputó junto a una edición del Seven Femenino, práctica que continuó en los años siguientes. Se eligió al balneario de Reñaca en Viña del Mar, Chile para celebrar dichos certámenes, los partidos se llevaron a cabo en las instalaciones del Colegio The Mackay School (Vicuña Mackenna 700).

## Equipos participantes
- Selección de rugby 7 de Argentina (Los Pumas)
- Selección de rugby 7 de Brasil (Los Vitória-régia)
- Selección de rugby 7 de Chile (Los Cóndores)
- Selección de rugby 7 de Colombia (Los Tucanes)
- Selección de rugby 7 de Paraguay (Los Yacarés)
- Selección de rugby 7 del Perú (Los Tumis)
- Selección de rugby 7 de Uruguay (Los Teros)
- Selección de rugby 7 de Venezuela (Las Orquídeas)

## Clasificación

### Grupo A

#### Posiciones
| Pos. | Equipo    | Encuentros | Encuentros | Encuentros | Encuentros | Tantos  | Tantos    | Tantos     | Puntos |
| Pos. | Equipo    | jugados    | ganados    | empatados  | perdidos   | a favor | en contra | diferencia | Puntos |
| ---- | --------- | ---------- | ---------- | ---------- | ---------- | ------- | --------- | ---------- | ------ |
| 1    | Argentina | 3          | 3          | 0          | 0          | 126     | 12        | + 114      | 9      |
| 2    | Uruguay   | 3          | 2          | 0          | 1          | 85      | 32        | + 53       | 6      |
| 3    | Brasil    | 3          | 1          | 0          | 2          | 59      | 76        | - 17       | 3      |
| 4    | Venezuela | 3          | 0          | 0          | 3          | 5       | 155       | - 150      | 0      |

Nota: Se otorgan 3 puntos al equipo que gane un partido, 1 al que empate y 0 al que pierda
|  | Clasificados a la Semifinal de Oro |

|  | Clasificados a la Semifinal de Bronce |

#### Resultados
| 12 de enero 16:00 | Argentina | 54 - 0 | Venezuela | cancha del The Mackay School, Viña del Mar, Chile |  |

| 12 de enero 17:20 | Uruguay | 26 - 5 | Brasil | cancha del The Mackay School, Viña del Mar, Chile |  |

| 12 de enero 18:40 | Argentina | 45 - 0 | Brasil | cancha del The Mackay School, Viña del Mar, Chile |  |

| 12 de enero 20:00 | Uruguay | 47 - 0 | Venezuela | cancha del The Mackay School, Viña del Mar, Chile |  |

| 12 de enero 21:40 | Brasil | 54 - 5 | Venezuela | cancha del The Mackay School, Viña del Mar, Chile |  |

| 12 de enero 23:00 | Argentina | 27 - 12 | Uruguay | cancha del The Mackay School, Viña del Mar, Chile |  |

### Grupo B

#### Posiciones
| Pos. | Equipo   | Encuentros | Encuentros | Encuentros | Encuentros | Tantos  | Tantos    | Tantos     | Puntos |
| Pos. | Equipo   | jugados    | ganados    | empatados  | perdidos   | a favor | en contra | diferencia | Puntos |
| ---- | -------- | ---------- | ---------- | ---------- | ---------- | ------- | --------- | ---------- | ------ |
| 1    | Chile    | 3          | 3          | 0          | 0          | 110     | 15        | + 95       | 9      |
| 2    | Paraguay | 3          | 2          | 0          | 1          | 60      | 36        | + 24       | 6      |
| 3    | Perú     | 3          | 1          | 0          | 2          | 30      | 69        | - 39       | 3      |
| 4    | Colombia | 3          | 0          | 0          | 3          | 12      | 92        | - 80       | 0      |

Nota: Se otorgan 3 puntos al equipo que gane un partido, 1 al que empate y 0 al que pierda
|  | Clasificados a la Semifinal de Oro |

|  | Clasificados a la Semifinal de Bronce |

#### Resultados
| 12 de enero 16:40 | Chile | 29 - 0 | Perú | cancha del The Mackay School, Viña del Mar, Chile |  |

| 12 de enero 18:00 | Paraguay | 17 - 0 | Colombia | cancha del The Mackay School, Viña del Mar, Chile |  |

| 12 de enero 19:20 | Chile | 55 - 0 | Colombia | cancha del The Mackay School, Viña del Mar, Chile |  |

| 12 de enero 20:40 | Paraguay | 28 - 10 | Perú | cancha del The Mackay School, Viña del Mar, Chile |  |

| 12 de enero 22:20 | Perú | 20 - 12 | Colombia | cancha del The Mackay School, Viña del Mar, Chile |  |

| 12 de enero 23:40 | Chile | 26 - 15 | Paraguay | cancha del The Mackay School, Viña del Mar, Chile |  |

## Play-off[2]

### Semifinales

#### Semifinales de Bronce
| 13 de enero 15:30 | Brasil | 39 - 5 | Colombia | cancha del The Mackay School, Viña del Mar, Chile |  |

| 13 de enero 16:10 | Perú | 19 - 12 | Venezuela | cancha del The Mackay School, Viña del Mar, Chile |  |

#### Semifinales de Oro
| 13 de enero 16:50 | Argentina | 43 - 5 | Paraguay | cancha del The Mackay School, Viña del Mar, Chile |  |

| 13 de enero 17:30 | Chile | 7 - 5 | Uruguay | cancha del The Mackay School, Viña del Mar, Chile |  |

### Finales

#### 7º puesto
| 13 de enero 20:40 | Colombia | 26 - 10 | Venezuela | cancha del The Mackay School, Viña del Mar, Chile |  |

#### Final de Bronce
| 13 de enero 21:20 | Brasil | 50 - 0 | Perú | cancha del The Mackay School, Viña del Mar, Chile |  |

#### Final de Plata
| 13 de enero 22:00 | Paraguay | 19 - 0 | Uruguay | cancha del The Mackay School, Viña del Mar, Chile |  |

#### Final de Oro
| 13 de enero 23:00 | Argentina | 21 - 0 | Chile | cancha del The Mackay School, Viña del Mar, Chile |  |

| Bandera de Argentina |
| Campeón Argentina    |
| Segundo título       |

## Posiciones finales
| Posición | Selección |
| -------- | --------- |
| 1        | Argentina |
| 2        | Chile     |
| 3        | Paraguay  |
| 4        | Uruguay   |
| 5        | Brasil    |
| 6        | Perú      |
| 7        | Colombia  |
| 8        | Venezuela |